# Ingelstads och Järrestads domsagas tingslag
Ingelstads och Järrestads domsagas tingslag var mellan 1873 och 1971 ett tingslag med tingsplats för häradsrätten från 1944 i Simrishamn. Tingslaget utgjorde  en egen domsaga, Ingelstads och Järrestads domsaga. Häradsrätten och dess domsaga ombildades 1971 till Ingelstads och Järrestads tingsrätt (från 1975 benämnd Simrishams tingsrätt) med oförändrad domkrets.

## Administrativ historik
Tingslaget bildades 1873 genom sammanslagning av Ingelstads tingslag och Järrestads tingslag i en egen domsaga och med häradsrätt i Hammenhög. År 1944 införlivades i häradsrätten Simrishamns rådhusrätt och till tingslaget tillfördes Simrishamns stad. Samtidigt flyttades kansliplatsen till Simrishamn och både Simrishamn (rådhuset) och Hammenhög användes som tingsplatser. 1952 överfördes från Färs tingslag Ramsåsa socken. 1967 överfördes till tingslaget Kiviks och Brösarps landskommuner motsvarande Albo härad från Gärds och Albo domsagas tingslag. År 1971 bildade häradsrätten Ingelstads och Järrestads tingsrätt och tingslaget övergick oförändrat till Ingelstads och Järrestads tingsrätts domsaga.